# Drayton (Norfolk)
Drayton is een civil parish in het bestuurlijke gebied Broadland, in het Engelse graafschap Norfolk met 5489 inwoners.